# Пяллі
Пя́ллі (ест. Pälli küla) — село в Естонії, у волості Ляене-Ніґула повіту Ляенемаа.

## Населення
Чисельність населення на 31 грудня 2011 року становила 36 осіб.

## Географія
Через село тече річка Таебла (Taebla jõgi).
Через населений пункт проходить автошлях 9 (Еесмяе — Хаапсалу — Рогукюла).

## Історія
Під час адміністративної реформи 1977 року село Пяллі було ліквідовано, а його територія відійшла до сусідніх сіл. З 1998 року село відновлено як окремий населений пункт.
До 27 жовтня 2013 року село входило до складу волості Таебла.

## Пам'ятки
На території села міститься археологічна пам'ятка — жертовне джерело Таебла (Taebla ohvriallikas) (58°57′18″ пн. ш. 23°45′56″ сх. д. / 58.95500° пн. ш. 23.76556° сх. д.). Джерело Таебла вилучили з державного реєстру довкілля (Keskkonnaregistri avalik teenus), оскільки його водопостачання було порушено через меліорацію.